# Scytothamnales
Scytothamnales é uma ordem de macroalgas marinhas pertencentes à classe Phaeophyceae (algas castanhas).

## Taxonomia e sistemática
Na sua presente circunscrição taxonómica, a ordem inclui as seguintes famílias:
- Asteronemataceae
  - Asteronema  Delépine & Asensi, 1975
- Bachelotiaceae T.Silberfeld, M.-F.Racault, R.L.Fletcher, A.F.Peters, F.Rousseau & B.de Reviers, 2011[6]
  - Bachelotia (Bornet) Kuckuck ex G.Hamel, 1939
- Scytothamnaceae  Womersley, 1987
  - Stereocladon  J.D.Hooker & Harvey, 1845
  - Stereothalia  V.B.A.Trevisan, 1849
- Splachnidiaceae Mitchell & Whitting, 1892
  - Scytothamnus  J.D.Hooker & Harvey, 1845

Outras classificações consideram:
- Scytothamnaceae  Womersley, 1987
  - Stereocladon  J.D.Hooker & Harvey, 1845
  - Stereothalia  V.B.A.Trevisan, 1849
- Splachnidiaceae  Mitchell & Whitting, 1892
  - Scytothamnus  J.D.Hooker & Harvey, 1845

Dados de filogenia molecular indicam que a família Bachelotiaceae não pertence a esta ordem, sendo frequentemente colocada em incertae sedis.